# Heliocypha yunnanensis
Heliocypha yunnanensis is een libellensoort uit de familie van de Chlorocyphidae (Juweeljuffers), onderorde juffers (Zygoptera).
De wetenschappelijke naam van de soort is voor het eerst geldig gepubliceerd in 2004 door Zhou & Zhou.